# Chojnica (powiat wałecki)
Chojnica – kolonia w Polsce położona w województwie zachodniopomorskim, w powiecie wałeckim, w gminie Mirosławiec.
W latach 1975–1998 miejscowość administracyjnie należała do województwa pilskiego.